# Çamlık (Pendik)
Çamlık est un quartier du district de Pendik de la métropole d'Istanbul.